# 长叶鹿蹄草
长叶鹿蹄草（学名：Pyrola elegantula），为鹿蹄草科鹿蹄草属下的一个植物种。